# Il magnetizzatore
Il magnetizzatore - Una vicenda di famiglia (Der Magnetiseur) è un racconto di Ernst Theodor Amadeus Hoffmann inserito nella raccolta Racconti fantastici alla maniera di Callot (Fantasiestücke in Callots Manier), la cui prima edizione uscì presso i tipi di Kunz tra il 1814 e il 1815 in quattro volumi.
In una lettera all'editore Kunz del 20 luglio 1813 Hoffmann descrive brevemente quale sarà la struttura del racconto e accenna alla possibilità che il suo amico dottore Friedrich Speyer ne legga il manoscritto per controllare l'esattezza dei riferimenti medici in esso contenuti.

## Trama
Durante una fredda serata autunnale un vecchio barone si intrattiene in piacevoli conversazioni assieme ai suoi due figli, Ottomaro e Maria, e a un amico pittore di nome Bickert. Si parla di ipnosi, di magnetismo e di sogni, e ci si riscalda con del buon punch. Quando più tardi Maria è vittima di un malore, appare tempestivamente sulla scena un amico di famiglia più volte menzionato da Ottomaro nei suoi racconti: si tratta di Albano, sinistra figura di medico che usa la mesmerizzazione non per curare la giovane figlia del barone ma per tenerla soggiogata alla propria volontà.

## Struttura del racconto
Il Magnetizzatore si compone di cinque parti così intitolate: Sogno… menzogna!, Lettera di Maria a Adelgunda, Frammento di una lettera di Albano a Teobaldo, Il castello solitario, Dal diario di Bickert. La prima parte inizia e prosegue sui toni distesi di una lieta riunione tra amici e parenti ma si conclude, secondo un procedimento tipico dello scrittore tedesco, con un improvviso irrompere di elementi fantastici e inquietanti. Nella seconda e nella terza parte, attraverso l'espediente delle lettere, viene chiarita la situazione creatasi nella famiglia del barone dopo l'arrivo di Albano. Il castello solitario è la brevissima relazione di un procuratore legale che entra in scena quando i protagonisti della storia sono già tutti morti o fuggiti. L'ultima parte è un frammento di manoscritto che consente al procuratore di scoprire il tragico esito della vicenda occorsa al barone e alla sua famiglia.

## Edizioni italiane
- E.T.A. Hoffmann, Romanzi e racconti, volume I (Gli elisir del diavolo), introduzione e nota bio-bibliografica di Claudio Magris, traduzioni di Carlo Pinelli, Alberto Spaini, Giorgio Vigolo, Einaudi, Torino, 1969.
- E.T.A. Hoffmann, Il vaso d'oro. Pezzi di fantasia alla maniera di Callot, traduzione di Carlo Pinelli, Einaudi, Torino, 1995.